# Регенсбургское ботаническое общество
Регенсбургское ботаническое общество, ранее известное как Королевское баварское ботаническое общество Регенсбурга, основанное в 1790 году в баварском городе Регенсбург (Германия) — старейшее из действующих научных обществ, специализирующихся на ботанике. Его учредители сосредоточились на изучении растений как особой, определённой части природы. На протяжении всей своей деятельности общество проводило научные собрания, издавало научные журналы, имело ботанический сад (до 1855 года), гербарий и библиотеку. В XX веке общество внесло в  сферу своей деятельности охрану природы. В настоящее время тесно сотрудничает с Регенсбургским университетом.

## История
Было основано 14 мая 1790 года по инициативе ботаника Давида Генриха Хоппе. К нему присоединились Эрнст Вильгельм Мартиус, Иоганн Август Сталкнехт и Генрих Кристиан Функ, а также два француза — Шарль Франсуа Мари Дюваль и Франсуа Габриэль де Брей. Президентом общества стал доктор Иоганн Якоб Кольхас, секретарём — Эрнст Вильгельм Мартиус; в 1811—1832 годах президентом был Франсуа Габриэль де Брей, в 1840—1868 годах — Карл Фридрих Филипп фон Мартиус; после 1868 года пост президента не занимал никто. 
Правитель княжества Регенсбург принц-архиепископ Карл Теодор фон Дальберг поддержал общество с первых дней его существования. Он подарил ему сад аббатства Св. Эммерама, в котором с 1803 по 1855 год существовал ботанический сад общества.
Председателями общества были:
- 1812—1846: Давид Генрих Хопп
- 1846—1861: Август Эмануэль Фюрнрор[нем.]
- 1891—1900: Оттмар Хофманн[нем.]
- 1900—1916: Генрих Карл Август Фюрнрор
- 1916—1956: Sebastian Killermann
- 1956—1974: Otto Mergenthaler
- 1974—1999: Андреас Брезински[нем.]
- с 2007: Peter Poschlod

К 1841 году чило членов общества достигло 516 человек. затем их количество стало уменьшаться: в 1898 году их было 89, а к 1954 году — только 40. Однако к XXI веку количество членов общества значительно увеличилось, примерно до 600 человек. Членами общества были Александр фон Гумбольдт, Юстус фон Либих, Адельберт фон Шамиссо, Карл Вильгельм фон Гюмбель. Влиятельным членом был Каспар Мария фон Штернберг, который от имени Ботанического общества предложил почётное членство Гёте, — как остроумному и проницательному автору «Опыта о метаморфозе растений». Также почётным членом общества был Йозеф Пёльт.